# Князева, Ольга Николаевна (фехтовальщица)
О́льга Никола́евна Кня́зева (9 августа 1954, Казань — 3 января 2015, там же) — советская спортсменка, фехтовальщица на рапирах, чемпионка мира (1974—1975, 1977—1978), олимпийская чемпионка 1976 года, обладательница кубка Европы 1975—1978, заслуженный мастер спорта СССР (1976). Признана лучшей рапиристкой мира 1975 года.

## Спортивная карьера
- Олимпийская чемпионка 1976 года в командных соревнованиях на рапирах.
- Серебряный призёр чемпионата мира в 1973 году в Гётеборге в командном зачёте и в 1975 году в Будапеште в личной рапире.
- 4-кратная чемпионка мира в командном зачёте (1974, 1975, 1977, 1978 годы)[2].
- Обладательница Кубка Европы в 1975—1978 годах[2].

В 1975 году была признана лучшей рапиристкой мира.

## Биография
Родилась 9 августа 1954 года в Казани. Окончила Казанский государственный финансово-экономический институт. После завершения спортивной карьеры занималась тренерско-преподавательской деятельностью. Преподавала физическую культуру в Казанском государственном финансово-экономическом институте, доцент.
В 1976 году награждена почётным званием «Заслуженный мастер спорта СССР».
Награждена медалью СССР «За трудовую доблесть», почётным званием «Заслуженный работник физической культуры Республики Татарстан», медалью Республики Татарстан «В память 1000-летия Казани», медалью Республики Татарстан «За доблестный труд».
В 2005 году была включена в русско-английское энциклопедическое издание «Гордость города Казани».

### Семья
Муж — Рафаэль Дубов, фехтовальщик, тренер, судья международной категории.
Дети — сын Александр (старший) и дочь Нина — кандидаты в мастера спорта.